# 35734 Dilithium
35734 Dilithium è un asteroide della fascia principale. Scoperto nel 1999, presenta un'orbita caratterizzata da un semiasse maggiore pari a 2,3363404 UA e da un'eccentricità di 0,1583675, inclinata di 6,00841° rispetto all'eclittica.
L'astroide è dedicato al dilitio, un minerale immaginario utilizzato nell'universo di Star Trek come fonte di controllo della reazione per i reattori materia/antimateria.